# Collotheca vargai
Collotheca vargai är en hjuldjursart som beskrevs av Nogrady 1976. Collotheca vargai ingår i släktet Collotheca och familjen Collothecidae. Inga underarter finns listade i Catalogue of Life.